# Drosophila conspicua
Drosophila conspicua är en tvåvingeart som beskrevs av Grimshaw 1901. Drosophila conspicua ingår i släktet Drosophila och familjen daggflugor.
Artens utbredningsområde är Hawaii.